# Revolution Saints
Revolution Saints es un supergrupo estadounidense conceptualizado por el presidente de Frontiers Records, Serafino Perugino, y formado por Jack Blades de Night Ranger, Damn Yankees y Shaw Blades ; Deen Castronovo de Journey y anteriormente de Wild Dogs, Cacophony, Marty Friedman, Joey Tafolla, The Dead Daisies, Ozzy Osbourne, Bad English y Hardline ; y Doug Aldrich de Whitesnake, Dio, Hurricane, Lion, Bad Moon Rising, Burning Rain, House of Lords y The Dead Daisies.
La banda colabora desde el principio con el multiinstrumentista italiano Alessandro Del Vecchio (Silent Force, Hardline, Jorn, Sunstorm, Edge of Forever) como productor, ingeniero de sonido, teclista y compositor.
Su álbum debut homónimo fue lanzado el 24 de febrero de 2015. Su segundo álbum, Light in the Dark, fue lanzado el 13 de octubre de 2017. El álbum ocupó el puesto número 8 en la lista de "Álbum del año" de 2017 de Dr. Music.
El 20 de noviembre de 2019 se reveló su tercer álbum llamado Rise. Fue lanzado el 24 de enero de 2020.
En 2022, Blades y Aldrich dejaron la banda y se unieron Joel Hoekstra y Jeff Pilson. La nueva formación lanzó un sencillo, "Eagle Flight", el 28 de noviembre de 2022 y anunció que se lanzará un nuevo álbum de estudio con el mismo nombre en la primera mitad de 2023. Posteriormente, el 6 de enero de 2023 lanzaron un vídeo musical oficial del nuevo sencillo, "Need Each Other".

## Miembros de la banda
- Deen Castronovo - voz principal y coros, batería (2014-presente)
- Joel Hoekstra - guitarras (2022-presente)
- Jeff Pilson - bajo, voz (2022-presente)

### Miembros anteriores
- Doug Aldrich - guitarra, coros (2014-2022)
- Jack Blades - bajo, coros y voz principal (2014-2022)

### Miembros de gira
- Alessandro Del Vecchio - teclados, piano, coros (también miembro de sesión)
- Steve Toomey - batería

## Discografía

### Álbumes de estudio
| Año  | Álbum                   | Posiciones pico | Posiciones pico | Posiciones pico | Posiciones pico | Certificación |
| Año  | Álbum                   | EE. UU.         | ALE             | SUE             | SWI             | Certificación |
| ---- | ----------------------- | --------------- | --------------- | --------------- | --------------- | ------------- |
| 2015 | Santos de la Revolución | 198             | 66              | 54              | 33              |               |
| 2017 | Luz en la oscuridad     | —               | 90              | —               | 39              |               |
| 2020 | Elevar                  | —               | 61              | —               | 18              |               |
| 2023 | Vuelo del águila        | —               |                 | —               | 31              |               |
| 2024 | Contra los vientos      | —               |                 | —               |                 |               |